# اللادينية في إسبانيا
المُعتقدات الدينية في إسبانيا (سبتمبر 2021)
تُعدُّ اللادينية في إسبانيا ظاهرة موجودة منذ القرن السابع عشر على الأقل. أصبح الإلحاد واللاأدرية والفكر الحر مشهوراً نسبياً (على الرغم من أن أغلبية المجتمع كانت لا تزال مُتديِّنة جداً) في أواخر القرن التاسع عشر وأوائل القرن العشرين، والذي غالباً ما ارتبط بالعداء لرجال الدين والحركات التقدمية أو الجمهورية أو اللاسلطوية أو الاشتراكية. خلال الجمهورية الإسبانية الثانية (1931-1936) أصبحت إسبانيا دولةً لائكية تفرض قيوداً على نشاط الكنيسة الكاثوليكية وطردت الكنيسة من التعليم. خلال الحرب الأهلية الإسبانية، تم قمع الأشخاص غير المتدينين من قبل النظام الفرانكوي، في حين أُلغِي الدين بشكل كبير بين الجمهوريين. خلال فترة إسبانيا الفرانكوية (1939-1975) لم يتم التسامح مع اللادينية، تبعاً للأيديولوجية الكاثوليكية القومية للنظام. لا يمكن للأشخاص غير المتدينين أن يكونوا عاملين في القطاع العام أو التعبير عن أفكارهم علانية. بعد انتقال إسبانيا نحو الديمقراطية (1975-1982)، رُفِعت القيود المفروضة على اللادينية. في العقود الأخيرة، تراجعت الممارسة الدينية بشكل كبير مقابل تزايد الإلحاد واللاأدرية.

## وصلات خارجية
- Ateus de Catalunya
- L'Associació Valenciana d'Ateus i Lliurepensadors (AVALL)
- Ateos de Madrid
- Ateos de Albacete
- Asociación de Ateos y Librepensadores de Andalucía
- Ateneu Eclèctic I Liberal D'ateus I Agnóstics